# Línea 56 (EMT Madrid)
La línea 56 de la EMT de Madrid une la estación de Diego de León con el Puente de Vallecas.

## Características
Esta línea coincide en la mayor parte de su recorrido con la línea 6 del Metro de Madrid, si bien tiene más puntos de parada.

### Frecuencias
| Lunes a viernes laborables |               |
| De 6:00 a 8:00             | 5-11 minutos  |
| De 8:00 a 19:00            | 4-6 minutos   |
| De 19:00 a 21:00           | 5-10 minutos  |
| De 21:00 a 23:00           | 8-16 minutos  |
| Sábados laborables         |               |
| De 6:00 a 10:00            | 10-24 minutos |
| De 10:00 a 22:00           | 11-13 minutos |
| De 22:00 a 23:00           | 12-15 minutos |
| Domingos y festivos        |               |
| De 7:00 a 10:00            | 13-23 minutos |
| De 10:00 a 21:00           | 14-15 minutos |
| De 21:00 a 23:00           | 14-19 minutos |

## Recorrido y paradas

### Sentido Puente de Vallecas
La línea inicia su recorrido en la calle Conde de Peñalver, junto al Hospital de la Princesa y la estación de Diego de León, desde la cual gira a la izquierda por la calle Juan Bravo para salir a la calle Francisco Silvela girando a la derecha.
Por la calle Francisco Silvela llega a la Plaza de Manuel Becerra, de la cual sale por la calle Doctor Esquerdo, que recorre entera hasta el cruce con la Avenida de la Ciudad de Barcelona. En esta intersección gira a la izquierda y baja por la avenida hasta su cabecera bajo el puente de la M-30, junto a la estación de Puente de Vallecas.
| Código | Parada                                                | Común con                    | Conexiones con Metro | Otros |
| ------ | ----------------------------------------------------- | ---------------------------- | -------------------- | ----- |
| 2224   | DIEGO DE LEÓN (C/ Conde de Peñalver frente al N.º 96) |                              | Diego de León        |       |
| 1247   | Juan Bravo-Francisco Silvela                          | 210                          |                      |       |
| 811    | Francisco Silvela-Juan Bravo                          | 12 43 48 C1 210              |                      |       |
| 3829   | Manuel Becerra (C/ Francisco Silvela, 1)              | 12 43 C1 210                 | Manuel Becerra       |       |
| 1427   | Manuel Becerra                                        | C1 143 156 E5                | Manuel Becerra       |       |
| 148    | Doctor Esquerdo-Goya                                  | 2 C1 71 143 156              |                      |       |
| 150    | Casa de la Moneda                                     | 2 30 71 143 156 E4 E5        | O'Donnell            |       |
| 1256   | Hospital Gregorio Marañón                             | 30 143 156                   |                      |       |
| 4712   | Metro Sainz de Baranda                                | 30 143 156                   | Sainz de Baranda     |       |
| 4714   | Samaria                                               | 30 143 156                   |                      |       |
| 1431   | Nazaret                                               | 143 156                      |                      |       |
| 1433   | Metro Conde de Casal                                  | 143 156                      | Conde de Casal       |       |
| 4716   | Conde de Casal-Doctor Esquerdo                        | 156                          |                      |       |
| 1435   | Doctor Esquerdo-Cavanilles                            | 10 156                       |                      |       |
| 1437   | Pacífico                                              | 10 156                       | Pacífico             |       |
| 1410   | Ciudad de Barcelona-Seco                              | 8 10 24 37 54 57 136 141 310 |                      |       |
| 2058   | Puente de Vallecas                                    | 8 10 24 37 54 57 136 141 310 |                      |       |
| 1000   | PUENTE DE VALLECAS (dársena)                          | 37 58 111                    | Puente de Vallecas   |       |

### Sentido Diego de León
El recorrido de la línea es igual al de la ida pero en sentido contrario excepto al final, que la línea entra a la calle Conde de Peñalver girando directamente desde la calle Francisco Silvela sin pasar por la calle Juan Bravo.
| Código | Parada                                                | Común con                    | Conexiones con Metro | Otros |
| ------ | ----------------------------------------------------- | ---------------------------- | -------------------- | ----- |
| 1000   | PUENTE DE VALLECAS (dársena)                          | 37 58 111                    | Puente de Vallecas   |       |
| 1411   | Ciudad de Barcelona-Seco                              | 8 10 24 37 54 57 136 141 310 |                      |       |
| 3720   | Pacífico                                              | 10 156                       | Pacífico             |       |
| 1436   | Doctor Esquerdo-Cavanilles                            | 156                          |                      |       |
| 4717   | Conde de Casal-Doctor Esquerdo                        | 156                          |                      |       |
| 1434   | Metro Conde de Casal                                  | 32 143 156                   | Conde de Casal       |       |
| 1432   | Nazaret                                               | 143 156                      |                      |       |
| 4715   | Samaria                                               | 30 143 156                   |                      |       |
| 4713   | Metro Sainz de Baranda                                | 30 143 156                   | Sainz de Baranda     |       |
| 1257   | Hospital Gregorio Marañón                             | 2 30 143 156                 |                      |       |
| 5822   | Doctor Esquerdo-O'Donnell                             | 2 30 143 156                 |                      |       |
| 151    | Casa de la Moneda                                     | 2 30 71 143 156              | O'Donnell            |       |
| 149    | Doctor Esquerdo-Goya                                  | 2 C2 71 143 156              |                      |       |
| 1428   | Manuel Becerra                                        | 12 C2 143 156                | Manuel Becerra       |       |
| 782    | Parque Eva Duarte                                     | 12 43 C2 210                 |                      |       |
| 784    | Francisco Silvela-Juan Bravo                          | 12 C2 210                    | Diego de León        |       |
| 2224   | DIEGO DE LEÓN (C/ Conde de Peñalver frente al N.º 96) |                              | Diego de León        |       |

## Galería de imágenes

Mapa zonal de la estación de metro de Diego de León con los recorridos de las líneas de autobuses, entre las que aparece el 56.